# NGC 6703
NGC 6703 је елиптична галаксија у сазвежђу Лира која се налази на NGC листи објеката дубоког неба.
Деклинација објекта је + 45° 33' 3" а ректасцензија 18h 47m 18,9s. Привидна величина (магнитуда) објекта NGC 6703 износи 11,3 а фотографска магнитуда 12,3. Налази се на удаљености од 28,841 милиона парсека од Сунца. NGC 6703 је још познат и под ознакама UGC 11356, MCG 8-34-20, CGCG 255-14, PGC 62409.